# Altre aree protette d'Italia
Le altre aree protette sono aree naturali protette che non rientrano nell'Elenco ufficiale delle aree naturali protette stilato dal Ministero dell'Ambiente e della Tutela del Territorio e del Mare.

## Tipologie
Lo sono ad esempio i monumenti naturali, i parchi suburbani, le aree naturali protette di interesse locale (ANPIL), le oasi di associazioni ambientaliste come WWF, LIPU, Legambiente. Possono essere a gestione pubblica o privata, con atti contrattuali quali concessioni o forme equivalenti.

## Altre aree naturali protette nazionali

### Liguria, Sardegna, Toscana
- Santuario dei Cetacei

### Campania
- Parco sommerso di Baia
- Parco sommerso di Gaiola

## Altre aree naturali protette regionali

### Piemonte
- Oasi La Madonnina di Sant'Albano Stura
- Zona di salvaguardia dell'Alpe Devero
- Zona di salvaguardia della Stura di Lanzo
- Oasi Zegna (BI) non inclusa nell'EUAP

### Lombardia
- Monumento naturale Altopiano di Cariadeghe
- Monumento naturale Garzaia della Cascina Notizia
- Monumento naturale Garzaia della Cascina Verminesca
- Monumento naturale Garzaia della Cascina Villarasca
- Monumento naturale Garzaia della Rinalda
- Monumento naturale Garzaia di Celpenchio
- Monumento naturale Garzaia di Sant'Alessandro
- Monumento naturale regionale di Preia Buia
- Monumento naturale regionale del Buco del Frate
- Monumento naturale regionale del Sasso di Guidino
- Monumento naturale regionale del Sasso Cavallaccio
- Monumento naturale regionale de Il Baluton
- Monumento naturale regionale del Sasso di Preguda
- Monumento naturale regionale di Pietra Pendula
- Monumento naturale regionale del Masso di arenaria rossa del Permico
- Monumento naturale regionale di Pietra Luna
- Monumento naturale regionale di Pietra Lentina
- Monumento naturale regionale di Pietra Nairola
- Monumento naturale Sass Negher
- Monumento naturale Bodrio della Cascina Margherita
- Monumento naturale Bodrio delle Gerre
- Monumento naturale Bodrio della Cà dei Gatti
- Monumento naturale della valle Brunone
- Monumento naturale dell'affioramento della gonfolite in Valle Olona
- Monumento naturale di Parco del Moro
- Monumento naturale Sistema naturalistico delle cave di Molera di Malnate e Cagno

Non inclusi nell'EUAP
- Oasi del bosco di Vanzago (Oasi WWF)
- Oasi del Bassone-Torbiere di Albate (Oasi WWF)
- Parco dei Mulini
- Parco del Roccolo
- Parco della Gola del Tinazzo
- Parco Alto Milanese
- Parco del Monte Bastia e del Roccolo
- Parco delle colline di Brescia
- Parco locale del bosco di Legnano
- Parco locale della Balossa
- Parco Locale di interesse Sovracomunale del Brembiolo, in provincia di Lodi
- Parco del Lura
- Parco della Valle Albano
- Parco locale Grugnotorto-Villoresi
- Parco locale di interesse sovracomunale del lago Moro
- Parco locale di Interesse sovracomunale del basso corso del fiume Brembo (archiviato dall'url originale il 22 dicembre 2020).
- Parco locale San Lorenzo
- Parco locale San Tomaso
- Parco locale del Valentino
- Lago del Segrino
- Parco locale Rile Tenore Olona (RTO)
- Parco locale del Medio Olona
- Parco locale della Valle del Lanza
- Parco locale Primo Maggio di Malnate
- Parco locale Bosco del Rugareto
- Parco della Cavallera
- Parco della Collina di San Colombano
- Parco del Moro
- Parco locale di interesse sovracomunale valli di Recoaro (tra i comuni di Broni e Canneto Pavese)

### Trentino-Alto Adige
- Provincia autonoma di Trento
  - Biotopo Canneti di San Cristoforo
  - Biotopo Canneto di Levico
  - Biotopo Fiavé
  - Biotopo Foci dell'Avisio
  - Biotopo Fontanazzo
  - Biotopo Inghiaie
  - Biotopo La Rocchetta
  - Biotopo La Rupe
  - Biotopo Lagabrun
  - Biotopo Laghestel di Piné
  - Biotopo Lago Costa
  - Biotopo Lago d'Ampola
  - Biotopo Lago d'Idro
  - Biotopo Lago di Loppio
  - Biotopo Lago di Toblino
  - Biotopo Lago Pudro
  - Biotopo Lavini di Marco
  - Biotopo Le Grave
  - Biotopo Lomasona
  - Biotopo Lona-Lases
  - Biotopo Marocche di Dro
  - Biotopo Masi Carretta
  - Biotopo Monte Barco
  - Biotopo Monte Brione
  - Biotopo Palù Longa
  - Biotopo Palù Longia
  - Biotopo Palù Tremole
  - Biotopo Palù di Boniprati
  - Biotopo Palù di Borghetto
  - Biotopo Palù di Tuenno
  - Biotopo Palude di Roncegno
  - Biotopo Paludi di Sternigo
  - Biotopo Prà dell'Albi-Cei
  - Biotopo Prà delle Nasse
  - Biotopo Prati di Monte
  - Biotopo Sorgente Resenzuola
  - Biotopo di Taio
  - Biotopo Torbiera Ecchen
- Provincia autonoma di Bolzano
  - Biotopo Alte Etsch - Colsano
  - Biotopo Delta Valsura
  - Biotopo Gargazzone
  - Biotopo Ontaneti di Postal
  - Biotopo Palù Raier
  - Biotopo Palude del Lago di Varna
  - Biotopo Palude Lago di Vizze
  - Biotopo Paludel
  - Biotopo Prà Millan
  - Biotopo Sanderau
  - Biotopo Sommersurs
  - Biotopo Tammerlemoos
  - Biotopo Torbiera Totes Moos
  - Biotopo Torbiera Tschingger
  - Biotopo Wangerau

### Friuli Venezia Giulia
Non inclusi nell'EUAP
- Biotopo dell'Acqua Caduta
- Biotopo laghetti delle Noghere
- Biotopo magredi di San Canciano
- Biotopo magredi di San Quirino
- Biotopo palude del Fiume Cavana
- Biotopo palude di Cima Corso
- Biotopo palude di Fontana Abisso
- Biotopo palude di Fraghis
- Biotopo paludi del Corno
- Biotopo prati della piana di Bertrando
- Biotopo prati del Lavia
- Biotopo prati di Col San Floreano
- Biotopo prati umidi dei Quadris
- Biotopo risorgive di Codroipo
- Biotopo risorgive di Flambro
- Biotopo risorgive di Schiavetti
- Biotopo risorgive di Virco
- Biotopo risorgive di Zarnicco
- Biotopo roggia Ribosa di Bertiolo e Lonca
- Biotopo Selvuccis e Prat dal Top
- Biotopo torbiera Cichinot
- Biotopo torbiera di Borgo Pegoraro
- Biotopo torbiera di Casasola
- Biotopo torbiera di Curiedi
- Biotopo torbiera di Groi
- Biotopo torbiera di Lazzacco
- Biotopo torbiera di Pramollo
- Biotopo torbiera di Sequals
- Biotopo torbiera Scichizza
- Biotopo torbiera Selvote
- Biotipo prati di Coz

### Liguria
- Giardino botanico di Pratorondanino
- Giardini botanici Hanbury

Non incluse nell'EUAP
- Lago di Osiglia
- Monte Camulera
- Rio Parasacco
- Riserva naturalistica dell'Adelasia

### Emilia-Romagna
- Oasi di Bianello
- Oasi di Torrile
- Oasi dei Ghirardi
- Oasi Isola Bianca
- Parco provinciale La Martina
- Parco provinciale di Montovolo-Vigese
- Aree di riequilibrio ecologico: una quarantina di piccole aree rinaturalizzate o in corso di rinaturalizzazione

### Toscana
- Provincia di Firenze
  - Area naturale protetta di interesse locale Stagni di Focognano
  - Area naturale protetta di interesse locale Alta Valle del Torrente Carfalo - non inclusa nell'EUAP
- Provincia di Livorno
  - Parco archeologico di Baratti e Populonia - non incluso nell'EUAP
  - Parchi della Val di Cornia - genericamente non incluso nell'EUAP (solo due singoli parchi al suo interno lo sono)
  - Parco archeominerario di San Silvestro
  - Area naturale protetta di interesse locale Sterpaia
  - Parco naturale costiero di Rimigliano - non incluso nell'EUAP
  - Parco naturalistico-forestale di Poggio Neri - non incluso nell'EUAP
  - Parco interprovinciale di Montioni
- Provincia di Pisa
  - Area naturale protetta di interesse locale del Lato
  - Area naturale protetta di interesse locale Monte Castellare - non inclusa nell'EUAP
  - Area naturale protetta di interesse locale Valle delle Fonti - non inclusa nell'EUAP
  - Area naturale protetta di interesse locale Bosco di Tanali
  - Area naturale protetta di interesse locale Giardino-Belora Fiume Cecina
  - Area naturale protetta di interesse locale Serra Bassa
  - Area naturale protetta di interesse locale Stazione Relitta di Pino Laricio
  - Foresta di Berignone
  - Riserva naturale provinciale Lago di Santa Luce
  - Oasi Dune di Tirrenia non inclusa nell'EUAP
  - Oasi Bosco di Cornacchiaia non inclusa nell'EUAP
- Provincia di Siena
  - Area naturale protetta di interesse locale Parco fluviale dell'Alta Val d'Elsa - non inclusa nell'EUAP
  - Area naturale protetta di interesse locale Lago di Chiusi
  - Area naturale protetta di interesse locale Val d'Orcia
- Altre province
  - Area naturale protetta di interesse locale Arboreto Monumentale di Moncioni: Il Pinetum
  - Area naturale protetta di interesse locale Bosco di Sargiano
  - Area naturale protetta di interesse locale delle Costiere di Scarlino
  - Area naturale protetta di interesse locale delle cascine di Tavola
  - Area naturale protetta di interesse locale Foresta di Sant'Antonio
  - Area naturale protetta di interesse locale Il Bottaccio
  - Area naturale protetta di interesse locale Lago di Porta
  - Area naturale protetta di interesse locale Lago e Rupi di Porta
  - Area naturale protetta di interesse locale Le Balze
  - Area naturale protetta di interesse locale Macchia della Magona
  - Area naturale protetta di interesse locale di Montececeri
  - Area naturale protetta di interesse locale del Monteferrato
  - Area naturale protetta di interesse locale Nuclei di Taxus Baccata di Pratieghi
  - Area naturale protetta di interesse locale Serpentine di Pieve S.Stefano
  - Area naturale protetta di interesse locale Poggio Ripaghera - S.Brigida
  - Colline di Capalbio
  - Foresta di Monterufoli - Caselli

### Umbria
- Piani di Castelluccio
- Sistema territoriale di interesse naturalistico-ambientale Monte Peglia Selva di Meana (S.T.I.N.A.)
- Oasi naturalistica Lago di Alviano

### Lazio
- Monumento naturale Caldara di Manziana
- Monumento naturale Campo Soriano
- Monumento naturale Galeria Antica
- Monumento naturale Gole del Farfa
- Monumento naturale Giardino di Ninfa
- Monumento naturale Mola della Corte-Settecannelle-Capodacqua
- Monumento naturale Palude di Torre Flavia
- Monumento naturale Pantane e Lagusiello non incluso nell'EUAP
- Monumento naturale Parco della Cellulosa
- Monumento naturale Pian Sant'Angelo
- Monumento naturale Promontorio Villa Tiberio e Costa Torre Capovento-Punta Cerola
- Monumento naturale La Selva
- Monumento naturale Tempio di Giove Anxur
- Monumento naturale Tenuta di Mazzalupetto - Quarto degli Ebrei
- Monumento naturale Valle delle Cannuccete
- Oasi di Vulci
- Parco regionale urbano di Aguzzano
- Parco regionale urbano Monte Orlando
- Parco regionale urbano del Pineto
- Parco urbano Pineta di Castel Fusano
- Parco suburbano Valle del Treja
- Monumento naturale Villa Clementi e Fonte Santo Stefano
- Pineta Sacchetti
- Oasi blu di Gianola
- Oasi di Macchiagrande
- Oasi blu di Monte Orlando
- Oasi blu Villa di Tiberio

### Abruzzo
- Oasi naturale Abetina di Selva Grande
- Parco territoriale attrezzato Sorgenti solfuree del Lavino
- Parco territoriale attrezzato Fiume Fiumetto
- Parco territoriale attrezzato di Vicoli
- Parco territoriale attrezzato delle Sorgenti del Fiume Vera
- Parco territoriale attrezzato dell'Annunziata
- Parco territoriale attrezzato del Fiume Vomano
- Parco territoriale attrezzato Città Sant'Angelo con annesso orto botanico non incluso nell'EUAP

### Molise
- Oasi di Bosco Casale

### Campania
- Area naturale Baia di Ieranto
- Area Protetta Dunale Silaris
- Oasi Bosco Camerine
- Oasi Bosco Croce
- Oasi Bosco di San Silvestro
- Oasi Grotte del Bussento
- Oasi Lago di Campolattaro
- Oasi Lago di Conza
- Oasi Le Mortine
- Oasi Monte Accellica
- Oasi naturale del Monte Polveracchio
- Oasi naturale Valle della Caccia
- Oasi Torre di Mare
- Sito di interesse comunitario Fiume Alento

### Puglia
- Parco comunale Bosco delle Pianelle
- Oasi protetta dei Laghi Alimini
- SIC della Pineta Marzini

### Sardegna
- Monumento naturale Crateri vulcanici del Meilogu-Monte Annaru
- Monumento naturale Domo Andesitico di Acquafredda
- Monumento naturale Perda 'e Liana
- Monumento naturale Perda Longa di Baunei
- Monumento naturale Punta Goloritze
- Monumento naturale Scala di San Giorgio di Osini
- Monumento naturale Su Sterru (Il Golgo)
- Monumento naturale Su Suercone
- Monumento naturale Texile di Aritzo
- Riserva di Monte Arcosu
- Oasi delle Steppe Sarde WWF

### Veneto
Non inclusi nell'EUAP
- Parco della Palude di Onara
- Oasi Valle della Buora